# メッサーシュミット P.1106
メッサーシュミット P.1106
メッサーシュミット P.1106 後期型デザインの模型
- 用途：戦闘機
- 分類：ジェット戦闘機
- 製造者：メッサーシュミット
- 運用者： ドイツ国（ドイツ空軍） - 予定
- 運用状況：開発中止

メッサーシュミット P.1106 (Messerschmitt P.1106) は、第二次世界大戦末期にドイツのメッサーシュミットで計画された戦闘機である。
本機は先に開発の進められていたメッサーシュミット P.1101を元にした改良型として検討が進められていた。

## 開発
メッサーシュミット P.1106は開発中に2種類のデザインが考えられていた。最初のデザインでは垂直尾翼の上部に水平尾翼を持つT字型の尾翼ユニットを持ち、コクピットは垂直尾翼に埋め込まれるような形状となっていた。その後変更されたデザインでは、V字型尾翼となり、コクピットは少し前方に移動した(それでも、通常の航空機に比較すれば非常に後ろ寄りの配置であった)。
いずれの設計においても、主翼は40°の後退角を持っていた。ハインケル HeS 011ターボジェットエンジンの搭載が予定されており、武装はMK.108 30mm機関砲を2門搭載の予定であった。
メッサーシュミット P.1106の開発は、P.1101と比較して性能向上が見られないことと、コクピットの視界が著しく悪い事を理由として中止された。